# Calceolaria lavandulifolia
Calceolaria lavandulifolia är en toffelblomsväxtart som beskrevs av Carl Sigismund Kunth. Calceolaria lavandulifolia ingår i släktet toffelblommor, och familjen toffelblomsväxter. Inga underarter finns listade i Catalogue of Life.